# Potentialis
De potentialis of mogelijkheidsvorm is een van de zeven mogelijkheden hoe een betekenisconjunctief kan worden gebruikt.
De potentialis geeft een mogelijkheid tot iets.
- Vb.: "We zouden naar de film kunnen kijken."

De wijs komt meestal voor in de bijzin, waarin 'zouden' wordt gecombineerd met 'kunnen'. Men kan dus spreken van een mogelijkheid gecombineerd met een veronderstelling of een gevoelswaarde.
Het werkwoord 'kunnen' is typerend voor de potentialis.